# 소프트웨어 특허
소프트웨어 특허란 컴퓨터 프로그램을 이용한 컴퓨터 운용에 관한 특허를 말한다. 많은 나라에서 소프트웨어에 대한 특허를 인정하고 있지만, 소프트웨어 특허에 대한 명확한 정의는 없다. 소프트웨어에 대한 특허가 허용되어야 하는지에 대해서는 특히 다음과 같은 논점이 존재한다.
- 소프트웨어 특허가 허용되는지, 허용된다면 특허가 가능한 소프트웨어와 특허가 가능하지 않은 소프트웨어의 경계는 무엇인가
- 특허에 요구되는 진보성 기준을 어떻게 적용해야 하는가
- 소프트웨어 특허가 기술혁신을 저해하는 것은 아닌가

대한민국은 소프트웨어 특허를 인정하고 있다.

## 같이 보기
- 리눅스 재단